# Rial Racing
Rial Racing var ett tyskt formel 1-stall som tävlade ett par säsonger i slutet av 1980-talet.

## Historik
Stallet grundades 1988 av den förre ATS-stallchefen Günther Schmid, efter att han hade köpt fälgtillverkaren Rial. 
Rial Racings bästa resultat var fjärdeplatserna i Detroit 1988 och i USA 1989.

## F1-säsonger
| Säsong | Tävlingsnamn | Bil         | Motor                    | Däck | Poäng | VM-plac. | Förare 1              | Förare 2        | Övriga förare                                 |
| ------ | ------------ | ----------- | ------------------------ | ---- | ----- | -------- | --------------------- | --------------- | --------------------------------------------- |
| 1988   | Rial Racing  | Rial ARC-01 | Ford Cosworth DFZ 3.5 V8 | G    | 3     | 9:a      | Andrea de Cesaris     |                 |                                               |
| 1989   | Rial Racing  | Rial ARC-02 | Ford Cosworth DFR 3.5 V8 | G    | 3     | 13:e     | Pierre-Henri Raphanel | Bertrand Gachot | Christian Danner Gregor Foitek Volker Weidler |